# Fromberg (Montana)
Fromberg es un pueblo ubicado en el condado de Carbon en el estado estadounidense de Montana. En el Censo de 2010 tenía una población de 438 habitantes y una densidad poblacional de 351,59 personas por km².

## Geografía
Fromberg se encuentra ubicado en las coordenadas 45°23′30″N 108°54′23″O / 45.39167, -108.90639. Según la Oficina del Censo de los Estados Unidos, Fromberg tiene una superficie total de 1.25 km², de la cual 1.25 km² corresponden a tierra firme y (0%) 0 km² es agua.

## Demografía
Según el censo de 2010, había 438 personas residiendo en Fromberg. La densidad de población era de 351,59 hab./km². De los 438 habitantes, Fromberg estaba compuesto por el 97.26% blancos, el 0% eran afroamericanos, el 0.68% eran amerindios, el 0% eran asiáticos, el 0% eran isleños del Pacífico, el 1.6% eran de otras razas y el 0.46% pertenecían a dos o más razas. Del total de la población el 5.25% eran hispanos o latinos de cualquier raza.

## Localidades adyacentes
El siguiente diagrama muestra a las localidades más próximas a Fromberg.
Fromberg.